# 鶴見園
鶴見園（つるみえん）は、大分県別府市南立石にかつて存在した遊園地。温泉と少女歌劇を呼び物とし、「九州一の大遊園地」を自称する大規模な総合レジャー施設であった。1925年（大正14年）に開園し、1943年（昭和18年）に閉園。

## 概要
広島県呉市出身で、呉市長、貴族院議員を務めた松本勝太郎によって温泉と複合した総合的なレジャー施設として開設された。松本勝太郎は、松本建設を興し鉄道工事で財を成した人物であるが、明治時代末期に豊州本線（現日豊本線）の工事に関わった際に別府の魅力に惹かれ、レジャー施設建設を思い立つ。1916年（大正5年）に、41,000坪の土地を買収して庭園の造営が始められ、1919年（大正8年）には本館の建設に着工。別府市が市制施行した翌年の1925年（大正14年）に大劇場と庭園が完成し、営業を開始した。
定員600人の大劇場で演じられる鶴見園女優歌劇が人気で、「九州の宝塚」ともいわれた。
しかし、太平洋戦争が始まると、戦時体制下でのレジャー施設への入客が減少し、1943年（昭和18年）に閉園を余儀なくされた。
戦後、アメリカ軍のキャンプ地として接収され、接収解除後跡地は、長らく放置されていた。1969年（昭和44年）4月11日に鶴見園レジャーセンターが開園。しかし、わずか7年後の1976年（昭和51年）4月3日に閉園した。現在では、跡地は鶴見園公園や、住宅、商業施設になっており、鶴見園町という地名だけが残っている。また、隣接地に併設されていた鶴見園グランドホテルはその後も営業を続けていたが、2001年（平成13年）に会社更生法の適用を申請し、休業している。

1930年代頃の案内パンフレット
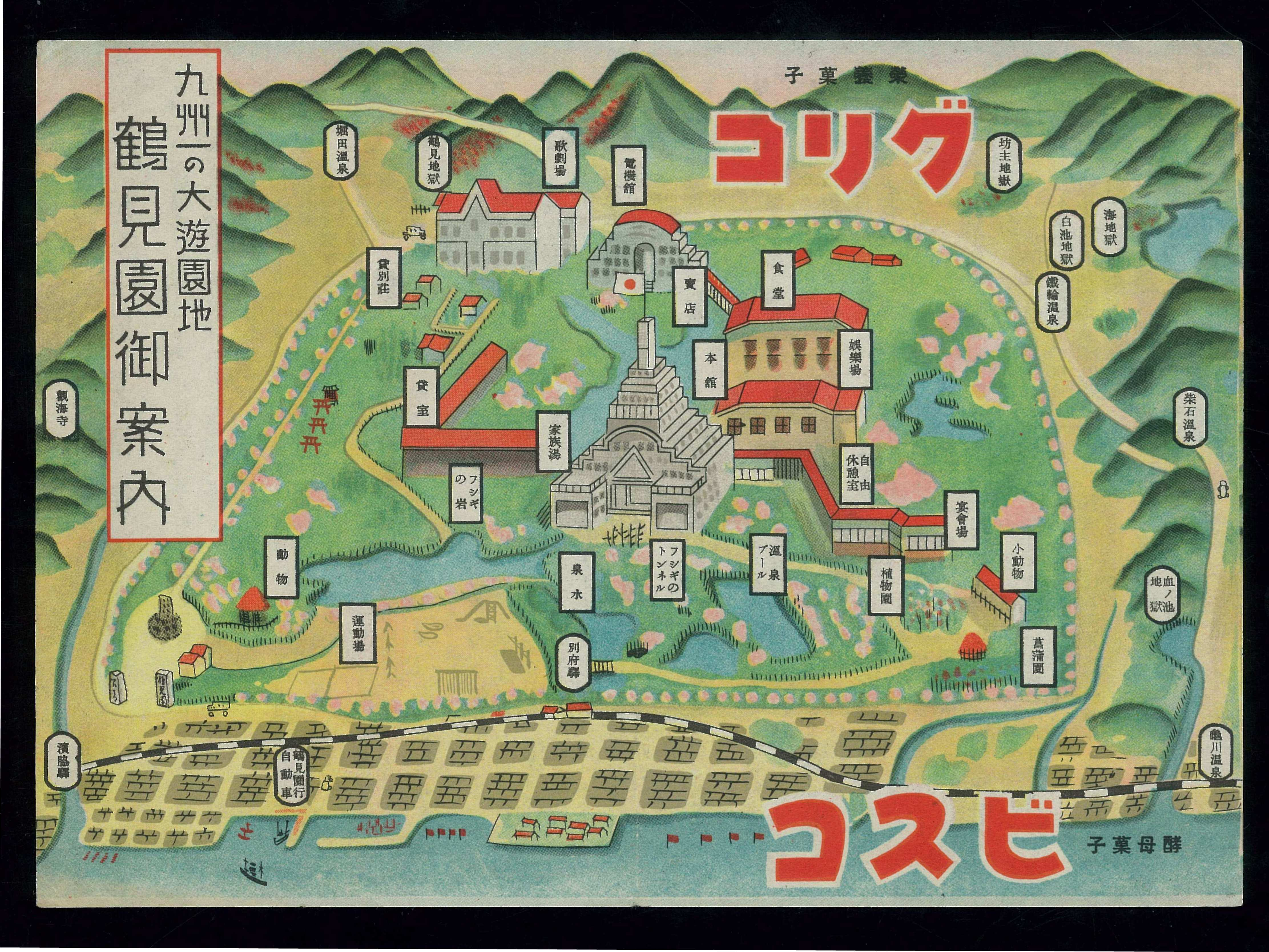
園内マップ
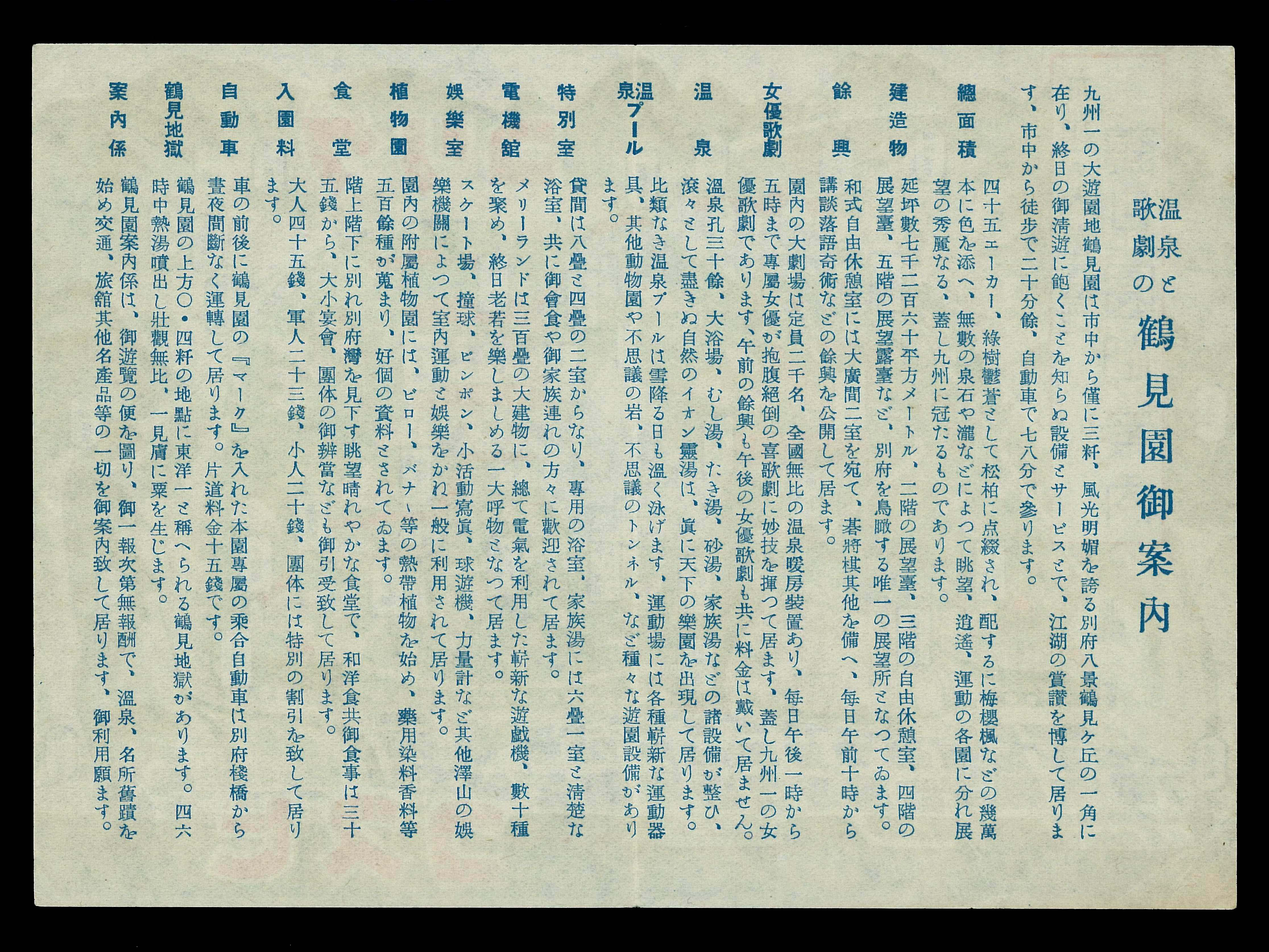
同左裏面